# M.P.G.
M.P.G. is een muziekalbum uit 1969 van de Amerikaanse soulzanger  Marvin Gaye met opnamen die tussen 1966 en 1968 zijn gemaakt. Het werd uitgebeven door Tamla, een sublabel van Motown en haalde de 33e plaats in de Amerikaanse albumlijst. De titel is een afkorting van zowel zijn initialen Marvin Pentz Gaye als Miles Per Gallon, een term voor benzineverbruik. M.P.G. werd zijn bestverkochte album uit de jaren 60 en vormde het begin van de aanloopfase naar What's Going On waarmee hij zowel uiterlijk als muzikaal zijn imago als hitzanger afschudde. Net als de Temptations experimenteerde hij met psychedelische soul; zijn versie van hun Too Busy Thinking About My Baby werd een top 10-hit. Andere covers die op single verschenen waren The End Of Our Road van Gladys Knight & the Pips en That's The Way Love Is van de Isley Brothers. Die laatste werd tevens het titelnummer van het volgende album. M.P.G. werd heruitgebracht als 2-in-1-cd met Trouble Man.